# تاتسویا ناکادای
تاتسویا ناکادای (به ژاپنی: 仲代 達矢) (زادهٔ ۱۳ دسامبر ۱۹۳۲) هنرپیشهٔ سینمای ژاپنی است. ناکادای عمدتاً به عنوان  یکی از بزرگترین بازیگران تاریخ سینمای ژاپن شناخته می‌شود. او به دلیل تنوع گستردۀ نقش‌هایش و همکاری‌های فراوان با کارگردانان بزرگ سینمای ژاپن، مشهور است. وی از سال ۱۹۵۴ تاکنون، در بیش از ۱۲۰ فیلم بلند به ایفای نقش پرداخته است که از این نظر نیز میان بازیگران هم‌دورۀ خود در عصر طلایی سینمای ژاپن، رکورددار است.
تاتسویا ناکادای در یازده فیلم به کارگردانی ماساکی کوبایاشی از جمله سه‌گانۀ وضع بشر (به عنوان شخصیت اصلی کاجی)، هاراکیری، شورش سامورایی و کوایدان به ایفای نقش پرداخت.
ناکادای با بازی در شش فیلم به کارگردانی آکیرا کوروساوا شامل هفت سامورایی، یوجیمبو، سانجورو، بهشت و دوزخ، کاگه‌موشا و آشوب نام خود را به‌عنوان ستاره‌ای کم‌نظیر در تاریخ سینمای ژاپن به ثبت رساند.
وی در فیلم‌های کارگردانان برجستهٔ دیگری از جمله میکیو ناروسه (وقتی زنی از پله‌ها بالا می‌رود)، کیهاچی اوکاموتو (شمشیر عذاب) و هیدئو گوشا (گیوکین و هیتوکیری) نیز به‌عنوان بازیگر حضور داشته است.

## زندگی‌نامه
تاتسویا ناکادای در خانواده‌ای بسیار فقیر بزرگ شد و نتوانست به تحصیلات دانشگاهی بپردازد و همین امر او را مجبور به بازیگری کرد. او به تئاتر برادوی علاقه داشت و سالی یک بار برای تماشای آن به شهر نیویورک سفر می‌کرد.
ناکادای قبل از برخورد تصادفی با کارگردان ماساکی کوبایاشی به‌عنوان کارمند مغازه در توکیو مشغول به کار شد. کوبایاشی بالاخره به او این شانس را داد تا در فیلم اتاق دیوارضخیم بازی کند. سال بعد، او در یک سکانس کوتاه و به‌عنوان سیاهی‌لشکر در هفت سامورایی آکیرا کوروساوا ظاهر شد؛ جایی که چند ثانیه به عنوان یک سامورایی در حال قدم زدن در شهر دیده می‌شود.
نقش ناکادای در هفت سامورایی از نظر فنی اولین بازی اوست؛ زیرا انتشار اتاق دیوارضخیم به‌دلیل موضوعات بحث‌برانگیز به‌مدت سه سال به تأخیر افتاد. پیشرفت اصلی او به عنوان بازیگر زمانی رخ داد که نقش جو، یک یاکوزای جوان، در رودخانه سیاه، فیلمی دیگر به کارگردانی کوبایاشی، به او داده شد. ناکادای در دهه ۱۹۶۰ به کار با کوبایاشی ادامه داد و اولین جایزه روبان آبی خود را برای بازی در هاراکیری (مورد علاقه شخصی وی در بین فیلم‌های خود) در نقش سامورایی سالخورده، هانشیرو تسوگومو، دریافت کرد. دههٔ ۱۹۶۰ برای ناکادای بسیار پربار بود؛ چراکه در این دوره با کارگردانان بزرگی همکاری کرد. یکی از این کارگردانان کوروساوا بود که در آن وقت بازیگران محبوب خود یعنی توشیرو میفونه و تاتسویا ناکادای را پیدا کرده بود. ناکادای همراه با دیگر بازیگر مطرح آن دورهٔ سینمای ژاپن یعنی توشیرو میفونه در سه فیلم پیاپی کوروساوا به ایفای نقش پرداخت؛ یوجیمبو در سال ۱۹۶۱، سانجورو در سال ۱۹۶۲ و بهشت و دوزخ در سال ۱۹۶۳. همچنین بعد از قطع همکاری کوروساوا و میفونه، ناکادای در دو فیلم دیگر کوروساوا در دهه ۱۹۸۰ ظاهر شد؛ در کاگه‌موشا ناکادای هم دزد می‌شود و هم تاکدا شینگن که دزد، وظیفهٔ جعل هویت او را بر عهده دارد. این نقش دوگانه به او کمک کرد تا دومین جایزه روبان آبی خود را به‌عنوان بهترین بازیگر مرد از آن خود کند. در آشوب ناکادای نقشی دیگر به نام هیدوتورا ایچیمونجی (که بر اساس شاه لیر از نمایشنامه شکسپیر پادشاه لیر و با الهام از دایی مایو تاریخی موری موتوناری ساخته شده‌است) را بازی کرد.
ناکادای تاکنون بازیگران جوان زیادی از جمله کوجی یاکوشو، واکامورا مایومی، تورو ماسوکا، آزوسا واتانابه، کنیچی تاکیتو و دیگران را در آکادمی خود آموزش داده‌است.
فستیوال فیلم توکیو در سال ۲۰۱۹ به پاس یک عمر فعالیت هنری، جایزه‌ای را با همین عنوان به ناکادای اهدا کرد.

## گزیده آثار
- هفت سامورایی (۱۹۵۴)
- وضع بشر (۱۹۶۱–۱۹۵۹)
- دختران، همسران و یک مادر (۱۹۶۰)
- یوجیمبو (۱۹۶۱)
- سانجورو (۱۹۶۲)
- هاراکیری (۱۹۶۲)
- بهشت و دوزخ (۱۹۶۳)
- کوایدان (۱۹۶۴)
- شمشیر عذاب (۱۹۶۶)
- شورش سامورایی (۱۹۶۷)

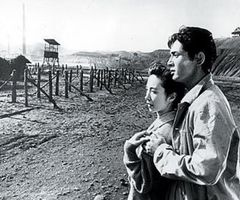
همراه با میچیو آراتاما در فیلم وضع بشر ۱۹۵۹

- امروز می‌کشیم، فردا می‌میریم! (۱۹۶۸)
- گیوکین (۱۹۶۹)
- هیتوکیری (۱۹۶۹)
- کاگه‌موشا (۱۹۸۰)
- اونیماسا (۱۹۸۲)
- آشوب (۱۹۸۵)
- افسانه شاهدخت کاگویا (۲۰۱۳)